# 澳螳属
澳螳属（学名：Austromantis）为螳科的一个属。

## 下属物种
本属包括以下物种：
- 白缘澳螳 Austromantis albomarginata Sjoestedt, 1918